# زین‌پشت
زین‌پشت یا پشت‌زینی (به انگلیسی: Saddleback) یا تیکه (مائوری) دو گونه از پرندگان نیوزیلندی از تیرهٔ غبغبکی‌های نیوزیلند هستند. هر دو مشکی براق با زینچه شاه‌بلوطی هستند. خانواده طبقه‌بندی آن‌ها همچنین به عنوان خانواده (نیوزیلندی) «پرنده‌های غبغبکی» شناخته می‌شود و شامل دو گونه کوکاکو و نوک‌تیزک منقرض‌شده نیز است. همه اعضای خانواده Callaeidae در دو سوی منقار دارای غبغب‌های گوشتی رنگی هستند. زین‌پشت‌ها قرمز روشن هستند.

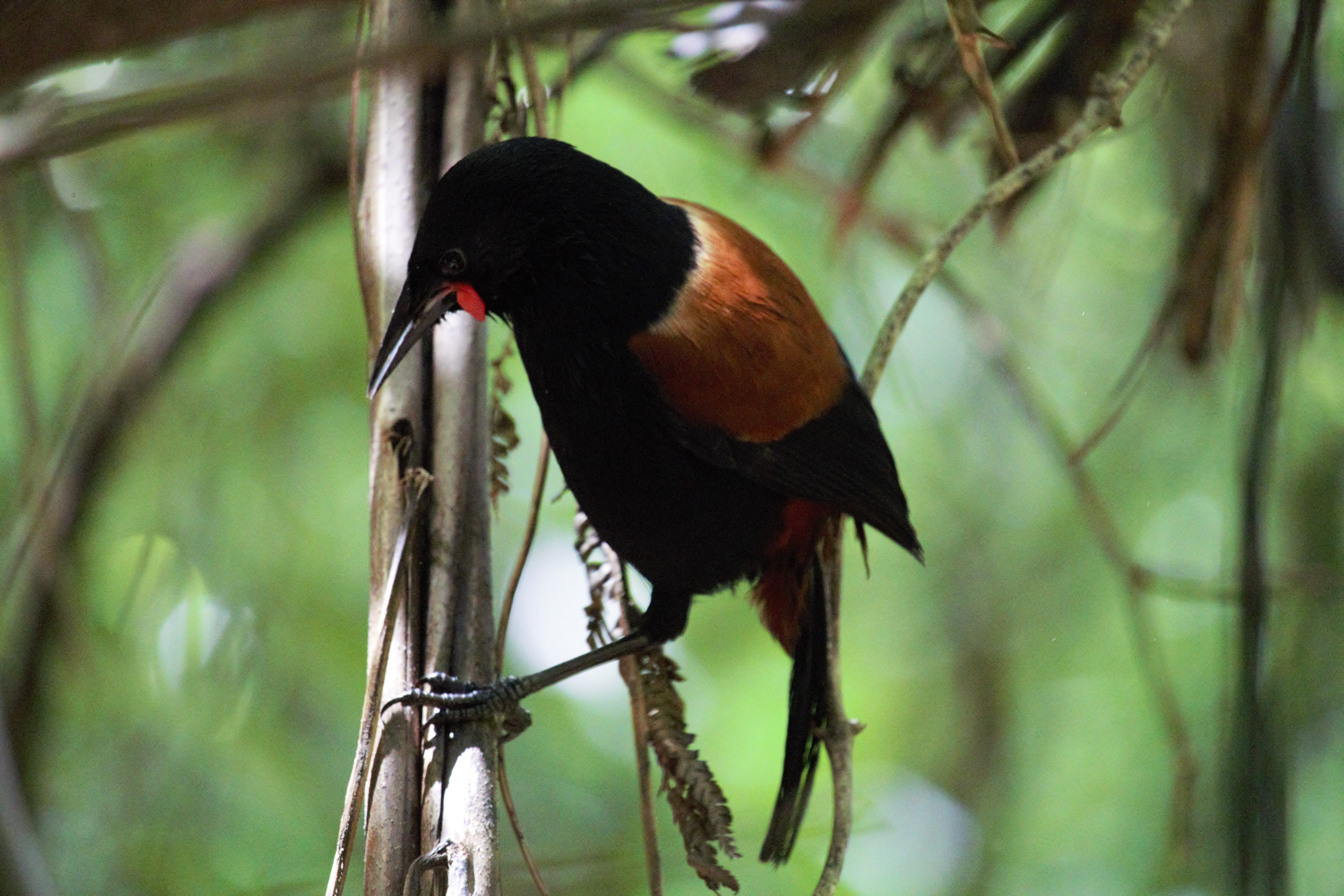
زین‌پشت به دنبال حشرات